# 아나 와헤네르
아나 바헤네르(Ana Wagener, 1962년 ~ )는 스페인의 배우이다. 《비우티풀》 등의 작품에 참여하였다.

## 출연 작품
- 유어 선 (2018)
- 더 게이트 (2018)
- 인비저블 게스트 (2016)
- 불카누스 (2015)
- 갈 곳 없는 (2014)
- 아임 소 익사이티드 (2013)
- 페닉스 11.23  (2012)
- 완벽한 이방인 (2011)
- 더 슬리핑 보이스 (2011)
- 네가 원한다면 (2010)
- 키드넵: 한밤의 침입자 (2010)
- 비우티풀 (2010)
- 하늘에 닿다 (2007)
- 다크 블루 (2006)
- 독헤드 (2006)
- 히얍 (2005)
- 7번째 날 (2004)
- 잠들어 있던 행운 (2003)
- 토레몰리노스 73 (2003)
- 펠렛 (2000)